# Рефлекс (живопись)
Рефле́кс (лат. reflexus — отражение, изгиб, обратное движение) — явление отражённого света, «отсвет», изменение тона или увеличение светлотности, изменение видимой окраски формы предмета, возникающие при отражении света от окружающих его предметов.

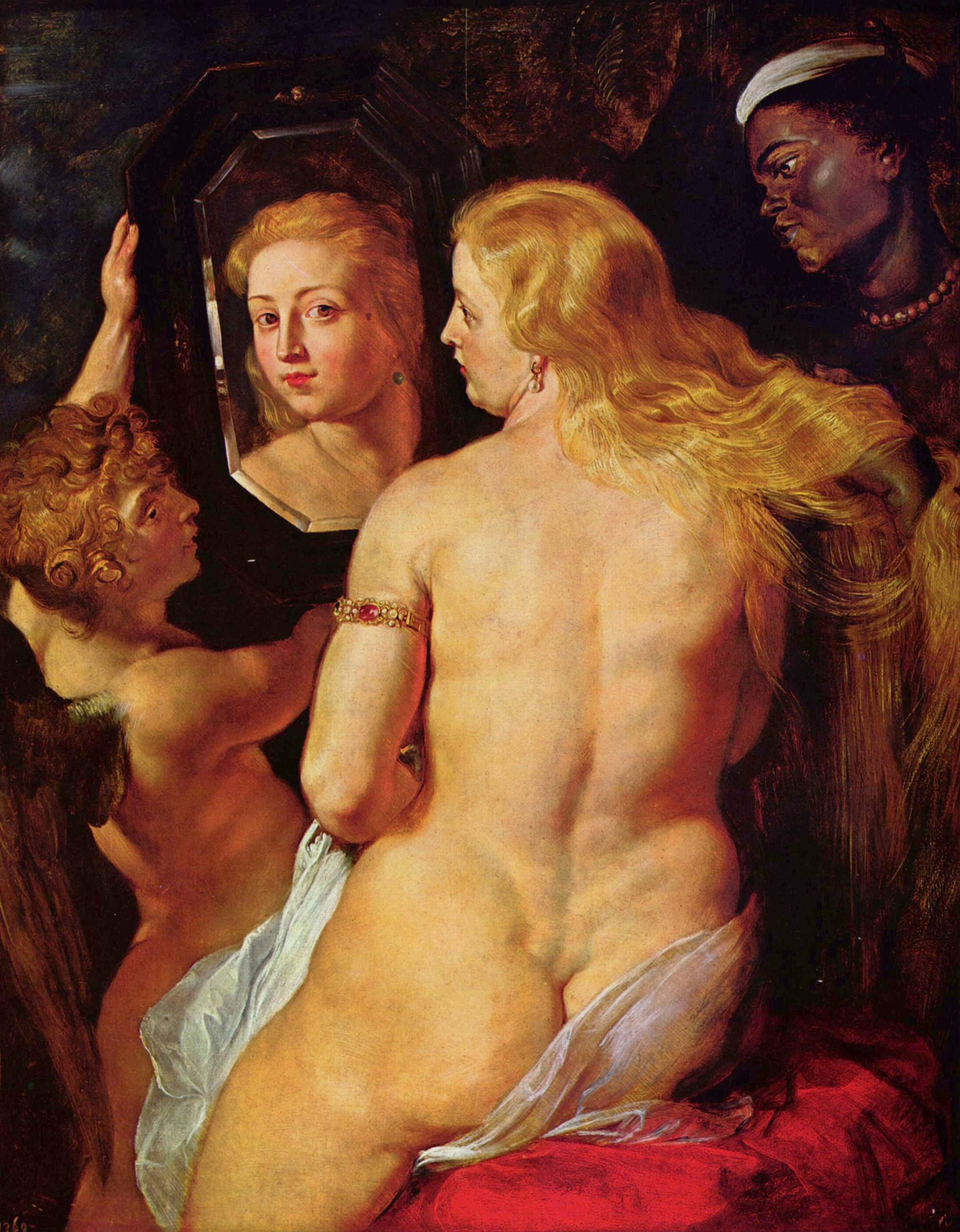
П. П. Рубенс. Туалет Венеры. Между 1614 и 1615 гг. Дерево, масло. Коллекция Лихтенштейнов, Вена

Термин «рефлекс» используется в оптике и изобразительном искусстве (в живописи, графике и фотографии). Он применяется как к самой натуре, так и к её изображению. В словаре В. Г. Власова читаем:

 «В природе затенённые части предметов поглощают световые лучи, отражённые от ярко освещённых поверхностей. Поэтому тени играют рефлексами. В живописи свет, тень, полутон (светораздел) и рефлекс являются элементами светотеневых отношений, которые живописец может передавать согласно принципу тепло-холодных отношений тонов: если свет пишут тёплым тоном, то рефлекс в тени — холодным, и наоборот. Это усиливает выразительность одновременного контраста тонов, так называемое цветовое впечатление. В истории живописи этот принцип выдерживали не всегда, иногда заменяя его, например в академической живописи, более простым светлотным контрастом, но в картинах малых голландцев, в живописи Рубенса, во многих произведениях художников венецианской школы, французских импрессионистов тепло-холодные отношения закономерны и являются основой живописного искусства»

## Возникновение понятия
В истории искусства впервые явление отражённого света описал выдающийся художник эпохи Высокого Возрождения, учёный и наблюдатель природы Леонардо да Винчи:
«Фигуры, освещённые односторонним светом, кажутся более рельефными, чем освещённые всесторонним светом, так как одностороннее освещение вызывает света-рефлексы… Рефлексы живого тела, получающие свет от другого живого тела, более красны и более превосходного телесного цвета. Это происходит потому, что поверхность каждого непрозрачного тела причастна цвету противостоящего ему предмета… Все освещённые предметы причастны цвету своего осветителя. Затемнённые предметы удерживают цвет того предмета, который его затемняет».

## История
В искусстве проторенессанса и кватроченто (раннего Возрождения) живопись представляла собой раскраску локальными тонами контурного рисунка; в творчестве художников флорентийской школы и римских последователей Рафаэля также преобладала «осязательная ценность формы». Венецианцы, напротив, придерживались живописного отношения к форме и пространству, используя всё богатство цветовых рефлексов. Так, например, Тициан одним из первых использовал красный болюсный грунт, просвечивающий в тенях сквозь тонкие прозрачные лессировки и придающий теням тёплый, «горящий» оттенок. Так же позднее писал Рембрандт.
В XVII веке малые голландцы мастерски использовали рефлексы, в особенности в живописи натюрмортов: в передаче цветовых отражений на тканях, стекле и фаянсе — таково искусство Яна Вермеера, Франса Мириса и других голландских мастеров. Такие живописцы, как Рубенс и Рембрандт писали тени тёплыми, а «света́» холодными, либо наоборот, но всегда контрастно в тепло-холодном отношении. Мастером цветовых валёров и рефлексов был Ж.-Б. С. Шарден. Позднее импрессионисты и постимпрессионисты разрушили «принцип валёра», они отбросили «основное цветовое качество», заменив его разложением света и оптическим смешением цветов: созданием колористических ощущений на основе контрастов дополнительных тонов — красного и зелёного, оранжевого и голубого, жёлтого и фиолетового. Светораздел при этом ослабевает и предмет «растворяется» в световоздушной среде, но рефлексы в тенях усиливаются. Клод Моне всегда подчёркивал колористическое значение рефлексов. П. Сезанн пытался вернуть валёры в живопись, но у него не было настоящих последователей, и искусство валёров и рефлексов прервалось на долгое время.
Однако существовали художники, в том числе выдающиеся, которые принижали значение тепло-холодных контрастов и рефлексов в своей живописи, всячески подчёркивая значение рисунка, линии или «сценарной композиции». К примеру, в картинах Ж. О. Д. Энгра, эти качества почти незаметны или полностью отсутствуют, уступая графически чёткой линейно-плоскостной концепции формы. Можно сказать, что этот мастер намеренно обеднял колористическую составляющую своих картин. Живопись Энгра построена на сочетании крупных локальных пятен, далеко не всегда связанных друг с другом тонально, а лишь по смыслу или сюжету.
В истории живописи XX века преобладали локальные отношения тонов, приближающиеся к плоскостной «раскраске», например, в картинах А. Матисса, напоминающих коллажи. В иных случаях живописная экспрессия делает излишними свето-теневые моделировки, как в творчестве В. Ван Гога. Живописная гармония высочайшего качества в этих примерах достигнута иными средствами и приёмами. Художники, тяготеющие к графичности своих живописных произведений, или модернисты, например фовисты, кубисты, также, как правило, не используют свето-теневые отношения.

## Применение
Цвето-пространственные рефлексы особенно сильны в пейзаже, поскольку объект, наблюдаемый и изображаемый в пространственной и световоздушной среде, отражает не только цвет окружающих его других предметов, но также цвет неба и солнечных лучей; недаром художники-пейзажисты, как правило, ходят на пленэр.
В изобразительном искусстве, прежде всего в рисунке и живописи с натуры, объём предметов передаётся посредством наблюдения и изображения трёх основных элементов: света, тени и границы между ними (художники называют её светоразделом). Поскольку освещённые части предмета отражают тон источника света (холодного неба или тёплого солнца), а тень окрашена рефлексами (отражениями) окружающей среды, изменяющими собственный цвет (окраску) предмета, то именно светораздел определяет качества изображаемой поверхности (объёмность, фактуру, текстуру и собственный цвет предмета). Качество собственного цвета предмета, наблюдаемого на светоразделе, принято называть валёром (фр. valeur — ценность, качество).
Протестуя против академической традиции XIX века, в которой тепло-холодные отношения тонов и искусство валёров часто сводилось к упрощённой передаче светотени (по принципу: светлее-темнее, добавлением к цвету белой или чёрной краски) выдающийся французский живописец-романтик Эжен Делакруа писал в своём «Дневнике»:

 «Окрашенный рефлексом полутон есть тот принцип, который должен доминировать, потому что именно он даёт верный тон — тот тон, который образует валёры, столь важные в предмете и придающие ему подлинную живость. Свет, которому в наших школах учат придавать такое же значение и который мы переносим на полотно одновременно с полутоном и тенью, на самом деле есть не что иное, как чисто случайное обстоятельство; цвет в настоящем смысле слова находится в окрашенном рефлексом полутоне» 

Именно валёры позволяют гармонизировать (приводить к искомому соответствию) цвета изображаемых предметов. Поэтому валёр называют «ключом» живописи. От валёров зависит построение колорита живописного произведения, при этом сохраняются качества предметности, материальности изображаемых объектов. Именно так писали свои пейзажи барбизонцы. Согласно оригинальной концепции, изложенной отечественным живописцем Д. А. Шуваловым: 
Блик на предмете — это отражение Солнца, поэтому он всегда тёплый, а тень, соответственно, холодная как отражение синевы неба, следовательно полутон (светораздел) также надо писать тёплым.
Хотя можно возразить, что при холодном освещении блик будет холодным, а тень, впитывая тёплые рефлексы, также тёплой
Сложность заключается в том, что в истории искусства разные художники в силу различий творческих методов, направлений и стилей, субъективных взглядов и индивидуальных манер понимали проблему рефлексов по-разному. В античном и средневековом искусстве, где, по существу, ещё не сформировалось живописи как искусства «живо писать», передавая тепло-холодные отношения тонов, была лишь свѐтопись — передача исключительно светотеневых отношений (скиаграфия).